# Michelada
La michelada és una beguda alcohòlica mexicana que es prepara barrejant cervesa, suc de llimona, picant i sal.

## Preparació
La preparació és senzilla: cal gebrar un got congelat, humitejar-ne la vora amb suc de llimona per adherir-hi la sal, afegir-hi suc de llimona i cervesa.
Una de les qualitats de la michelada és el seu sabor refrescant, que la fa ideal per als dies calorosos en els quals es busca quelcom més que el sabor d'una simple cervesa. A Mèxic es considera un excel·lent remei per a la ressaca, de manera que és comú prendre-la als matins o al migdia.

## Història
El seu origen apunta a la dècada del 1970 al Club Deportivo Potosino de la ciutat de San Luis Potosí, ja que s'explica que un soci de nom Michel Esper (originari de Ciudad Valles) acostumava a demanar una cervesa amb llimona, gel, sal i popote en una copa anomenada chabela com si fos un còctel de cervesa. Més endavant, els socis del club van començar a demanar una llimonada com la de Michel, «mi chela helada». Amb el temps s'hi van anar afegint salses al gust i el nom original va transformar-se en «chelada».
Actualment en moltes parts de Mèxic es distingeix entre una «chelada», que és una cervesa amb gel, sal i llimona, i una «michelada» a la qual se li afegeixen diverses salses que li donen un sabor més dens i picant. En alguns bars a aquesta barreja se l'anomena «petróleo» pel seu color fosc intens, ja que es conserva barrejada en recipients a punt per a ser abocada sobre la cervesa.

## Variacions

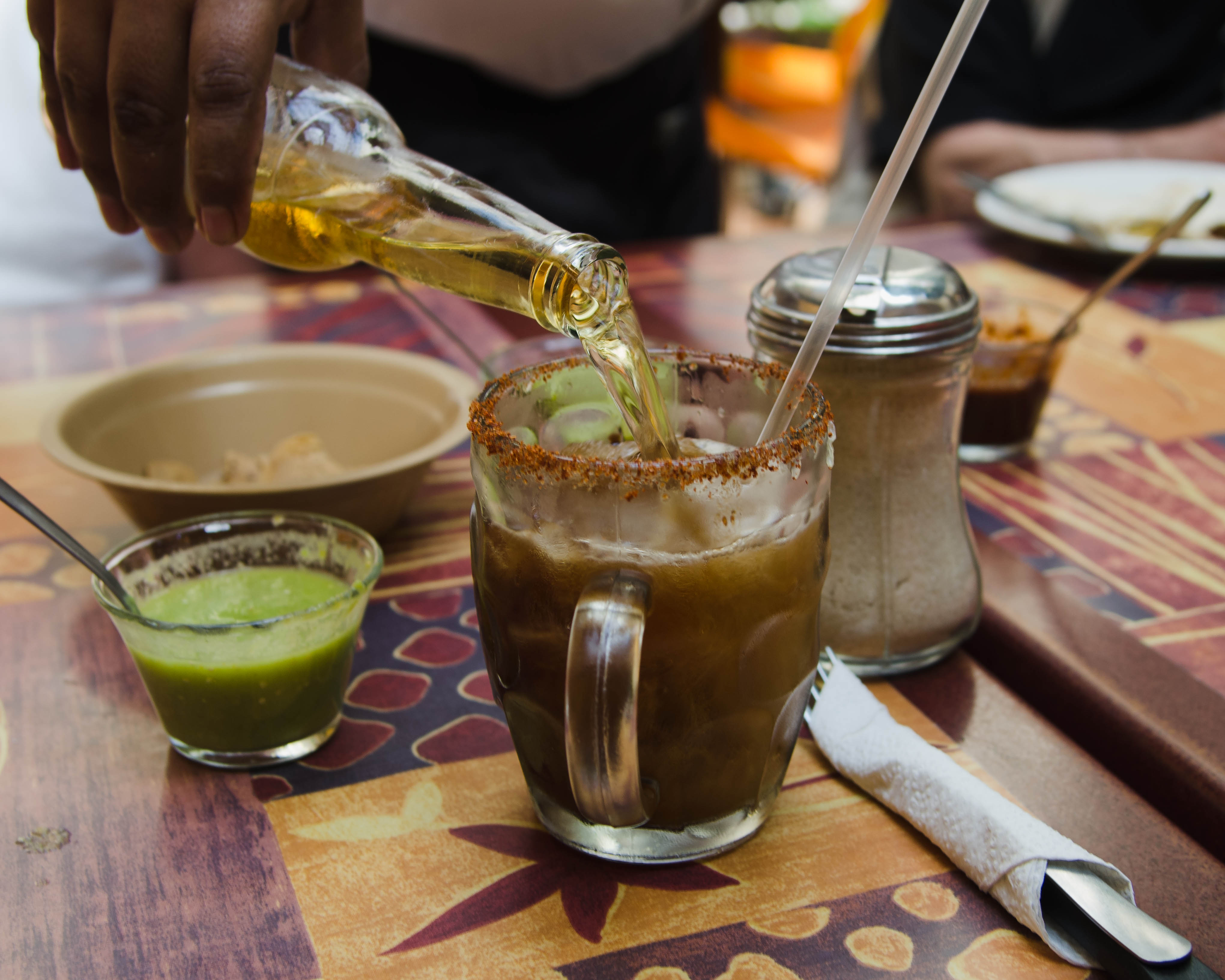
Preparació d'una michelada

La michelada varia depenent de la regió i el país, per exemple, a El Salvador la michelada inclou salsa picant, salsa Worcestershire, suc de llimona, sal i pebre. La boca del got es pot decorar amb sal o chile en pols Tagín. Existeix una altra versió que només inclou suc de llimona, sal i salsa picant. La barreja s'acompanya amb gel.
A Guatemala la barreja es fa amb salsa picant, salsa Worcestershire, suc de tomàquet, suc de llimona, sal i pebre. A Xile hi ha una variació que es prepara amb merkén en lloc d'altres salses o picants.
En algunes parts de Mèxic s'utilitza salsa picant, salsa Worcestershire, salsa Tabasco, chamoy i fins i tot una barreja comercial de suc de tomàquet i un toc d'ostra. També se li poden afegir sabors de fruites tropicals com tamarinde i mango a partir de sucs concentrats. A l'estat d'Oaxaca, la preparació de llimona i sal rep el nom de suero, al centre del país a aquest suero combinat amb cervesa se l'anomena «michelada». En altres regions de Mèxic la michelada és la cervesa, preferiblement lager, combinada només amb suc de llimona i sal. També existeix la «cubana», que inclou salsa anglesa, salsa Tabasco i el gebrat del got es fa amb una barreja de sal i chile piquín en pols.